# Runddel
En runddel er en i reglen rund plads i en by, hvor flere veje mødes. Ordet indgår ofte i stednavne som Vibenshus Runddel og Nørrebros Runddel i København. I praksis er der dog visse undtagelser. Frederiksberg Runddel er f.eks. firkantet, mens Nørrebjerg Runddel i Odense er en vej, der går i ring.